# Renaud Ier de Craon
Pour les articles homonymes, voir Renaud Ier.
Renaud de Craon dit le Bourguignon, comme son père et son frère (vers 1047-16 décembre 1101), sire de Craon, était le fils de Robert de Nevers le Bourguignon et de Blanche/Avoise de Sablé.
Il fut seigneur de Craon en 1068, d'abord par la donation de Geoffroy Martel à son père Robert de Nevers vers 1053, puis définitivement par son mariage avec la petite-fille de Guérin de Craon, héritière de la terre de Craon, suivant ce qu'il dit lui-même dans une charte de l'abbaye de la Trinité de Vendôme.
Il fonda l'abbaye de la Roë en 1098.
Il épouse Ennoguen (alias Agnès, Domitia) de Vitré, fille de Robert Ier de Vitré et de Berthe de Craon (fille de Garin/Guérin Ier, de la première Maison de Craon, avant Robert le Bourguignon), avec qui il eut quatre enfants :
1. Maurice Ier de Craon Seigneur de Craon (vers 1070-† vers 1116), mari d'Étiennette ou Tiphaine l'Anguille (fille héritière d'Hugues d'Ingrandes et Chantocé ; remariée ensuite à Simon Crespin de Chantoceaux) : parents de :
  1. Hugues de Craon, † vers 1138, x 1re vers 1124 Agnès († vers 1130 ; fille d'Hamon de Laval x Hersende ; Agnès de Laval donna à son mari deux enfants : Renaud † jeune, et Guérin/Garin II qui succède en 1138 à son père mais † dès 1150 encore mineur : donc né vers 1333/1335 ?) et x 2e Marquise (probablement de Vitré, sans doute sa cousine germaine, fille de Robert II de Vitré ; remariée ensuite à Hugues III de Mathefelon, puis à Payen de Vaiges) ; Hugues Ier et Marquise furent parents de :
    1. Maurice II de Craon (vers 1136-1196)
    2. Marquise de Craon, femme d'Hugues de La Guerche, fils de Guillaume Ier sire de La Guerche, Pouancé, Segré et Château-Gontier : d'où Geoffroy II de La Guerche
    3. Robert, chanoine d'Angers
    4. et Guy,

  2. Théophanie la Bourguignonne, x Hugues du Puy du Fou, chambrier de Louis VI et Louis VII, d'où postérité,
2. Henri,
3. Robert (2e Maître de l'Ordre du Temple), actif en Terre sainte,
4. Mahault, épousa Raoul, Sire de Créquy et de Fressin, qui vivait en 1152, d'où postérité.

Quintin, abbé régulier de la Roë assiste Renaud le Bourguignon à l'agonie, le 2 décembre 1101